# 1919
1919 (MCMXIX) fon un any normal dels calendaris gregorià i julià, començat un dimecres.

## Esdeveniments
Països Catalans

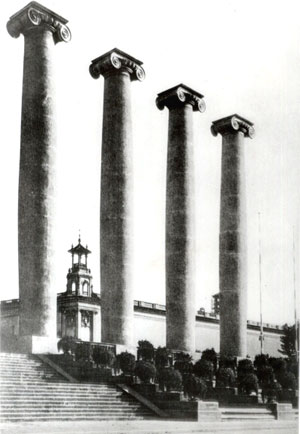
Les Quatre Columnes, a Montjuïc (Barcelona)

- Barcelona: s'aixequen les Quatre Columnes projectades per Puig i Cadafalch a Montjuïc.
- 1 de gener, Lleida: S'inaugura el Camp d'Esports.[1]
- 5 de febrer, Barcelona: Comença la vaga de la Canadenca, que durarà prop de tres mesos i que suposarà la dimissió del governador civil i la caiguda del Govern de Comte de Romanones.
- 18 de març, València: Es funda el València Club de Futbol sota la batuta del seu primer president, Octavio Augusto Milego.

Resta del món
- 23 de març, Milà, Regne d'Itàlia: Benito Mussolini funda el Fasci Italiani di Combattimento, un grup paramilitar de caràcter feixista.[2]
- 11 d'abril, Versalles, França: Es funda l'Organització Internacional del Treball, en el marc de les negociacions del Tractat de Versalles, en finalitzar la Primera Guerra Mundial.[3]
- 4 de maig, Pequín (Xina):  Moviment del Quatre de Maig (xinès tradicional: 五四運動, xinès simplificat: 五四运动, pinyin: Wǔ Sì Yùndòng) va ser un moviment social xinès, sorgit arran de les protestes dels estudiants en la Plaça de Tian'anmen de Pequín.[4]
- 28 de juliol: acaba oficialment la Primera Guerra Mundial amb la signatura del Tractat de Versalles.
- 10 d'agost, Polònia: república de Świętno és ocupada pels alemanys.[5]
- 11 de setembre, Hondures: El Cos de Marines dels Estats Units d'Amèrica envaeix el país.[6]
- Continua, amb menys intensitat, la gravíssima epidèmia de grip de 1918.
- Es funda KitchenAid, marca americana d'electrodomèstics propietat de Whirlpool Corporation.
- A Berlín, Alemanya, el doctor Magnus Hirschfeld cofunda l'Institut für Sexualwissenschaft (Institut d'Investigació del Sexe), un institut privat d'assessorament i assessorament. La seva biblioteca de milers de llibres va ser destruïda pels nazis al maig de 1933.[7][8][9]
- Diferent de la resta, es produeix una de les primeres pel·lícules explícitament gai. Magnus Hirschfeld té un cameo a la pel·lícula i va finançar parcialment la seva producció.[10]

### Premis Nobel
| Camp                  | Guardonats        |
| --------------------- | ----------------- |
| Física                | - Johannes Starck |
| Química               | - No atorgat      |
| Medicina o Fisiologia | - Jules Bordet    |
| Literatura            | - Carl Spitteler  |
| Pau                   | - Woodrow Wilson  |

## Naixements
Països Catalans
- 1 de gener - Barcelona: Sara Berenguer Lahosa, militant anarcosindicalista i feminista llibertària catalana, activa en el moviment de les Mujeres Libres (m. 2010).
- 12 de gener - Arenys de Mar, Maresme: Fèlix Cucurull i Tey, escriptor i polític català (m. 1996).
- 19 de gener - Barcelona: Joan Brossa, poeta català.
- 28 de gener, Sant Jordi Desvalls: Francesc Pararols i Mercader, militar.
- 12 de març - València, l'Horta: Vicent Badia i Marín, advocat, articulista, cronista i escriptor valencià (m. 1995).
- 7 de maig - Barcelona: Maur Maria Boix i Selva, Monjo de Montserrat, director de la revista Serra d'Or i responsable de les Publicacions de l'Abadia de Montserrat (m. 2000).
- 16 de maig - Barcelona: Ramon Margalef i López, primer, investigador de l'Instituto d'Investigaciones Pesqueras i, després, Catedràtic d'Ecologia a la Universitat de Barcelona (m. 2004).[11]
- 27 de maig
  - Sabadell: Ramon Bassols i Genís, metge i fundador dels Amics de Núria.
  - Ripollet: Emma Maleras, ballarina i coreògrafa de dansa espanyola, concertista i professora de castanyoles (m. 2017).[12]
  - Barcelona: José de Udaeta, ballarí i coreògraf català de dansa espanyola, especialitzat en castanyoles (m. 2009).[13]
- 29 de maig, Barcelona: Simone Ortega, autora de diversos llibres de cuina entre els quals el popular 1080 recetas de cocina (m. 2008).[14]
- 1 de juliol, Palma: Remígia Caubet, escultora figurativa mallorquina (m. 1997).[15]
- 4 de juliol, Romania: Margarita Brender Rubira, arquitecta catalana (m. 2000).[16]
- 10 de juliol, Sabadell: Maty Mont, artista de varietats catalana.[17]
- 14 de juliol, Barcelona: Adela Simon Pera, infermera catalana impulsora de la modernització de la professió a Catalunya I Espanya (m. 1979).[18]
- 21 de setembre - Sabadell (Vallès Occidental): Teresa Rebull, cantautora i activista política catalana (m. 2015).[19]
- 8 d'octubre - Balaguer (la Noguera): Teresa Pàmies i Bertran, escriptora catalana (m. 2012).[20]
- 6 de novembre - Barcelona: Jaume Elias i Casas, futbolista català (1977).
- 13 de desembre - Torelló: Carme Espona i Grau, soprano i pedagoga catalana (m. 2010).[21]
- 29 desembre - Riudecols: Maria Cabré de Calderó, poetessa catalana (m. 2019).[22]
- Barcelona: Ramon Bou Espinosa, impulsor del moviment associatiu.

Resta del món
- 1 de gener - Nova York, Estats Units: Jerome David Salinger, escriptor estatunidenc, autor, entre d'altres, d'El vigilant en el camp de sègol (m. 2010).
- 5 de gener: París (França): Jacques Laurent, escriptor francès, Premi Goncourt de l'any 1971 (m. 2000).
- 7 de gener: Irun: Menchu Gal, pintora espanyola del segle xx, una de les principals artistes plàstiques de la postguerra.[23]
- 29 de gener, Tolosa: Marina Ginestà i Coloma, periodista, escriptora, intèrpret i militant antifeixista catalana, protagonista d'una fotografia icònica de la Guerra Civil (m. 2014).[24]
- 2 de febrer - Burgdorf, Berna: Lisa della Casa, soprano suïssa (m. 2012).[25]
- 1 de març - São Borja, Rio Grande do Sul, Brasil: João Goulart, conegut popularment com a "Jango", fou un polític brasiler, president del Brasilde 1961 fins a 1964 (m. 1976)[3]
- 2 de març - 
  - Tulsa, Oklahoma, Estats Units: Jennifer Jones, actriu estatunidenca (m. 2009)[26]
  - Tiumén, Sibèria: Tamara Toumanova, ballarina i actriu estatunidenca d'origen rus (m. 1996).[27]
- 13 de març - Sant Petersburg: Irina Barónova, ballarina i actriu britànica d'origen rus (m. 2008).[28]
- 17 de març - Montgomery (Alabama), EUA: Nat King Cole, vocalista i pianista de jazz.
- 18 de març - Limerick, Irlanda: Elizabeth Anscombe, important filòsofa analítica.[29]
- 24 de març -Yonkers, Nova York, (EUA): Lawrence Ferlinghetti, escriptor estatunidenc.[30]
- 1 d'abril - Milford, Massachusetts (EUA): Joseph Edward Murray, cirurgià nord-americà, Premi Nobel de Medicina o Fisiologia de l'any 1990 (2012).[31]
- 17 d'abril - San Joaquín de Flores, Costa Rica: Chavela Vargas, cantant mexicana d'origen costa-riqueny (m. 2012).[32]
- 19 d'abril - Lekeitio, Biscaia: Santiago Brouard Pérez, metge i polític basc, assassinat pels GAL (m. 1984).
- 21 d'abril - Villarejo de Salvanés, Espanya: Rosario Sánchez (La Dinamitera), miliciana espanyola, militant del PCE.[33]
- 22 d'abril - Chester, Vermont (EUA): Donald James Cram, químic nord-americà, Premi Nobel de Química de l'any 1987 (m. 2007).[34]
- 3 de maig - Nova York, EUA: Pete Seeger, cantautor i activista polític nord-americà (m. 2014).[35]
- 7 de maig - los Toldos, Argentina: Eva Perón, més coneguda com a Evita.[3]
- 8 de maig, Província de Buenos Aires: Adolfo Teodoro Álvarez, militar.
- 15 de maig, Pointe Michel, Dominica: Eugenia Charles, advocada i política dominicana, Primera Ministra de Dominica.[36]
- 18 de maig - Reigate (Surrey, Regne Unit): Margot Fonteyn, ballarina de ballet britànica (m. 1991).[37]
- 10 de juny - Baltimore, Maryland: Martha Goldstein, intèrpret de clavicèmbal i piano (m. 2014).[38]
- 12 de juny - Göttingen, Alemània: Uta Hagen, actriu i mestra d'actrius nord-americana.[39]
- 19 de juny - Petaluma, Califòrnia: Pauline Kael, influent crítica de cinema estatunidenca.[40]
- 21 de juny -Torí, Itàlia: Paolo Soleri, arquitecte estatunidencd'origen italià (m. 2013).[41]
- 8 de juliol - Solingen, República de Weimar: Walter Scheel, polític alemany.[3]
- 10 de juliol, Tolosa de Llenguadoc: Pierre Gamarra, poeta i novel·lista.
- 11 de juliol - Torí (Itàlia): Primo Levi, escriptor italià d'origen jueu.[42]
- 15 de juliol - Dublín (Irlanda, llavors Regne Unit): Iris Murdoch, escriptora i filòsofa britànica, nascuda irlandesa (m. 1999).[43]
- 5 d'agost - Leiden, Països Baixos: Zangeres zonder Naam, cantant.[44]
- 9 d'agost - La Grange, Illinois: Leona Woods, física nuclear americana (m. 1986).[45]
- 11 d'agost - París: Ginette Neveu, violinista francesa (m. 1949).[46]
- 12 d'agost, Davenport, Gran Manchester: Margaret Burbidge, astrònoma anglesa, primera directora de l'Observatori Reial de Greenwich (m. 2020).[47]
- 24 d'agost - Copenhaguen,(Dinamarca): Niels Viggo Bentzon, compositor i pianista danès (m. 2000).[48]
- 27 d'agost - Buenos Aires: Haydée Vallino de Lemos, fundadora d'Àvies de la Plaza de Mayo.[49]
- 28 d'agost - Newark-on-Trent, Nottinghamshire (Anglaterra): Godfrey Hounsfield, enginyer anglès, Premi Nobel de Medicina o Fisiologia de l'any 1979 (m. 2004).[50]
- 8 de setembre - Kappel am Krappfeld: Maria Lassnig, artista austríaca, coneguda pels seus autoretrats.[51]
- 26 de setembre - Santander, Espanya: Matilde Camus poetessa i investigadora (m. 2012).[52]
- 3 d'octubre - Murfreesboro, Tennessee (EUA): James McGill Buchanan, economista nord-americà, Premi Nobel d'Economia de l'any 1986 (m. 2013).[53]
- 13 d'octubre - Baltimore, Maryland: Edith Ronne, exploradora estatunidenca de l'Antàrtida.[54]
- 18 d'octubre - Mont-real, Quebec (Canadà): Pierre Trudeau, polític quebequès que fou dos cops Primer ministre del Canadà (m. 2000).[55]
- 22 d'octubre - Kermansah, Pèrsia: Doris Lessing, escriptora i feminista britànica, Premi Internacional Catalunya 1999. (m. 2013).[56]
- 1 de novembre - Àustria: Hermann Bondi, matemàtic i cosmòleg anglès (m. 2005).[57]
- 2 de novembre - Lisboa, Portugal: Jorge de Sena, escriptor portuguès (m. 1978).
- 4 de novembre - Nova York, Estats Units: Martin Balsam, actor estatunidenc de teatre, cinema i televisió (m. 1996).[58]
- 6 de novembre - Porto (Portugal): Sophia de Mello Breyner Andresen, poetessa portuguesa (m. 2004).[59]
- 10 de novembre - Kurya, URSS: Mikhaïl Kalàixnikov, inventor del fusell AK-47.
- 12 de novembre - Rümlang: Grete Kellenberger-Gujer, biòloga molecular suïssa.[60]
- 9 de desembre - Cleveland, Ohio (EUA): William Lipscomb, químic nord-america, Premi Nobel de Química de l'any 1976 (m. 2011).
- 20 de desembre, Hamburg: Gisela Beutler, catedràtica d'universitat.
- Fes: Abdelcarim Gal·lab, escriptor marroquí.
- Casablanca: Abd al-Mayid Ben Jelloun, novel·lista, periodista i ambaixador marroquí.
- Arapkir: Wasfi al-Tall, tres cops primer ministre de Jordània assassinat per l'organització Setembre Negre.

## Necrològiques
Països Catalans
- 8 de gener - València: Joaquim Agrasot Juan, pintor valencià (n. 1836).
- 30 de gener - Costitx: Margalida Amengual, Na Cativa, laica mallorquina, proclamada venerable per l'Església catòlica (n. 1888).[61]
- 7 de febrer - Barcelona: Maria Lluïsa Ponsa, escriptora, compositora i pianista catalana (n. 1875).[62]
- 15 de febrer - Vilassar de Mar, província de Barcelona: Jaume Almera i Comas, geòleg i paleontòleg, fundador del Museu Geològic del Seminari de Barcelona i creador del primer mapa geològic de la província de Barcelona (n. 1845).
- 23 de febrer - Barcelona: Joaquim Folguera i Poal, poeta i crític literari català (n. 1893).
- 31 de març - Barcelona: Dolors Monserdà i Vidal, escriptora catalana.[63]
- 10 de novembre - Cadaqués: Frederic Rahola i Trèmols, economista i polític català.

Resta del món
- 6 de gener - Oyster Bay, Nova York (EUA): Theodore Roosevelt, escriptor, historiador, 25è president dels Estats Units. (n. 1858).
- 8 de gener, Parma: Leonilda Gabbi, soprano italiana (n. 1863).[64]
- 10 de gener: Wallace Clement Sabine, físic estatunidenc que va posar els fonaments de l'acústica arquitectònica (50 anys).
- 15 de gener: Rosa Luxemburg, militant i teòrica marxista, socialista, comunista i revolucionària alemanya (assassinada).[65]
- 27 de gener, Budapest, Hongria: Endre Ady, poeta hongarès (n. 1877).[66]
- 6 de març: Gialdino Gialdini, compositor italià.
- 8 de març - Niort: Auguste Tolbecque, violoncel·lista francès.
- 22 de març, Utrecht?: Cornelius Marius Kan, geògraf.
- 10 d'abril - Anenecuilco, Morelos: Emiliano Zapata, figura de la Revolució Mexicana (n. 1879).[3]
- 6 de maig - Chittenango, Estat de Nova York, EUA: Lyman Frank Baum, escriptor nord-americà. Escriptor del llibre El meravellós màgic d'Oz (n. 1856).[67]
- 24 de maig - Montevideo (Uruguai): Amado Nervo, poeta, literat i prosista mexicà (n. 1870).[68]
- 9 de juny - Montevideo, Uruguaiː Adela Neffa, escultora argentina nacionalitzada uruguaiana (n. 1922).[69]
- 30 de juny - Witham (Anglaterra): John Strutt, físic anglès, Premi Nobel de Física 1904 (n.1842).
- 10 de juliol: Edward Abeles, actor estatunidenc (49 anys).
- 15 de juliol - Berlín, Alemanya: Hermann Emil Fischer, químic alemany, Premi Nobel de Química 1902 (n. 1852).
- 18 de juliol -
  - Le Crotoy: Élise Delaroche, primera dona al món a obtenir una llicència de pilot d'aviació (n. 1882).[70]
  - Templin, Brandenburg: Hermine Hartleben, professora alemanya, biògrafa de Champollion (n. 1846).[71]
- 4 d'agost: Ferdinand Thieriot, compositor alemany.
- 11 d'agost - Lenox (Massachusetts) EUA: Andrew Carnegie, empresari i filantrop americà (n. 1835).
- 21 de setembre - Roma: Giuseppe Dalla Vedova, geògraf italià.
- 13 d'octubre - Dresden, Alemanya: Karl Adolph Gjellerup, escriptor danès, Premi Nobel de Literatura 1917 (n. 1857).
- 15 de novembre - Zúric, Suïssa: Alfred Werner, químic francès, Premi Nobel de Química 1913 (n. 1866).
- 2 de desembre - Nova York, EUA: Henry Clay Frick, empresari i filantrop americà. La seva col·lecció de pintura va ser la base de la Frick Collection de Nova York (n. 1849).
- 3 de desembre - Llemotges, Occitània: Pierre-Auguste Renoir, pintor francès (n. 1841).[72]
- Berlín: Muhàmmad Farid Bey, advocat de professió i polític egipci d'origen turc (n. 1867).
- Ried bei Sterzing: Rupert Huter, religiós i botànic austríac.